# Lekkoatletyka na Letnich Igrzyskach Paraolimpijskich 2012 – 200 metrów T11 kobiet
W biegu na 200 metrów kl. T11 kobiet podczas Letnich Igrzysk Paraolimpijskich 2012 rywalizowało ze sobą 13 zawodniczek. W konkursie udział wzięły osoby niewidome lub bardzo słabo widzące.

## Wyniki

### Eliminacje

#### Bieg 1
| Miejsce | Zawodniczka           | Państwo  | Czas  | Uwagi |
| ------- | --------------------- | -------- | ----- | ----- |
| 1.      | Terezinha Guilhermina | Brazylia | 24.89 | Q, PR |
| 2.      | Maria Gomes Da Silva  | Angola   | 27.60 | q, AR |
| 3.      | Paraskevi Kantza      | Grecja   | 28.10 | q, PB |

#### Bieg 2
| Miejsce | Zawodniczka          | Państwo  | Czas  | Uwagi |
| ------- | -------------------- | -------- | ----- | ----- |
| 1.      | Jerusa Geber Santos  | Brazylia | 26.96 | Q     |
| 2.      | Esperanca Gicaso     | Angola   | 28.45 | PB    |
| 3.      | Miroslava Sedlackova | Czechy   | 28.57 | PB    |

#### Bieg 3
| Miejsce | Zawodniczka                            | Państwo   | Czas  | Uwagi |
| ------- | -------------------------------------- | --------- | ----- | ----- |
| 1.      | Jhulia Santos                          | Brazylia  | 27.01 | Q, PB |
| 2.      | Yuki Temma                             | Japonia   | 28.30 |       |
| 3.      | Katherina Taylor                       | Panama    | 32.76 | SB    |
| 4.      | Vanessa del Carmen Benavidez Hernandez | Nikaragua | 33.51 | SB    |

#### Bieg 4
| Miejsce | Zawodniczka                    | Państwo         | Czas  | Uwagi |
| ------- | ------------------------------ | --------------- | ----- | ----- |
| 1.      | Jia Juntingxian                | Chiny           | 26.28 | Q, PB |
| 2.      | Casandra Guadalupe Cruz Monroy | Meksyk          | 27.11 | q, PB |
| 3.      | Tracey Hinton                  | Wielka Brytania | 27.26 | q, SB |

### Półfinały

#### Bieg 1
| Miejsce | Zawodniczka                    | Państwo  | Czas  | Uwagi |
| ------- | ------------------------------ | -------- | ----- | ----- |
| 1.      | Terezinha Guilhermina          | Brazylia | 24.92 | Q     |
| 2.      | Jhulia Santos                  | Brazylia | 26.70 | q, PB |
| 3.      | Casandra Guadalupe Cruz Monroy | Meksyk   | 26.96 | PB    |
| 4.      | Paraskevi Kantza               | Grecja   | 27.57 | PB    |

#### Bieg 2
| Miejsce | Zawodniczka          | Państwo         | Czas  | Uwagi |
| ------- | -------------------- | --------------- | ----- | ----- |
| 1.      | Jia Juntingxian      | Chiny           | 26.25 | Q, PB |
| 2.      | Jerusa Geber Santos  | Brazylia        | 26.64 | q     |
| 3.      | Tracey Hinton        | Wielka Brytania | 27.38 |       |
| 4.      | Maria Gomes Da Silva | Angola          | 27.71 |       |

### Finał
| Miejsce | Zawodniczka           | Państwo  | Czas  | Uwagi |
| ------- | --------------------- | -------- | ----- | ----- |
|         | Terezinha Guilhermina | Brazylia | 24.82 | PR    |
|         | Jerusa Geber Santos   | Brazylia | 26.32 |       |
|         | Jia Juntingxian       | Chiny    | 26.33 |       |
| 4.      | Jhulia Santos         | Brazylia | 26.65 | PB    |